# Прикарпатський Анатолій Карольович
Прикарпатський Анатолій Карольович (нар. 7 жовтня 1953, Борислав) — доктор фізико-математичних наук, професор  Інституту прикладної математики та фундаментальних наук Національного університету "Львівська політехніка".
Один із засновників та екс-голова математичної комісії Наукового товариства ім. Шевченка, відродженого у 1989 році, один з ініціаторів заснування періодичного видання математичної комісії — Математичного вісника НТШ, дійсний член НТШ (з 1992).
Свою наукову діяльність сам Анатолій Карольович окреслює як поєднання духу та інтуіції у фізиці із математичною красою логіки мислення, керуючись висловленням Дірака: «Фізичний закон повинен бути математично прекрасним!»
Вважаючи своїми учителями Боголюбова (мол.), Митропольського, О. Парасюка, А. Самойленка, завжди з вдячністю згадує їх, карбуючи безцінні спогади про співпрацю з ними у статтях (зокрема у Мат. віснику НТШ).
Заступник головного редактора американського фізико-математичного журналу «Universal Journal of Physics and Application»** 
Наукові зацікавлення: математична фізика, теоретична фізика, нелінійний аналіз, спектральна теорія, теорія нелінійних динамічних систем на функціональних многовидах, теорія інтегровності, диференціально-геометричні та алгебраїчні методи, динамічні системи математичної та статистичної фізики, математичні методи гідродинаміки.